# Donald Bolen

Erzbischofswappen von Donald Bolen

Donald Joseph Bolen (* 7. Februar 1961 in Gravelbourg, Saskatchewan, Kanada) ist ein kanadischer Geistlicher und römisch-katholischer Erzbischof von Regina.

## Leben
Nach dem Theologiestudium an der Saint Paul University in Ottawa empfing Donald Bolen am 12. Oktober 1991 das Sakrament der Priesterweihe für das Erzbistum Regina. Von 1991 bis 2001 arbeitete er als Seelsorger in verschiedenen Pfarreien des Erzbistums sowie als Dozent an der religionswissenschaftlichen Fakultät des Campion College der University of Regina. Er war von 2001 bis 2008 als Mitarbeiter des Päpstlichen Rates für die Einheit der Christen in Rom tätig. Im Jahr 2009 wurde er Lehrstuhlinhaber des Nash Chair für Religionswissenschaft am Campion College der University of Regina.
Am 21. Dezember 2009 ernannte ihn Papst Benedikt XVI. zum Bischof von Saskatoon. Der Erzbischof von Regina, Daniel Bohan, spendete ihm am 25. März 2010 die Bischofsweihe; Mitkonsekratoren waren der Erzbischof von Winnipeg, James Weisgerber, und der Sekretär des Päpstlichen Rates zur Förderung der Einheit der Christen, Kurienbischof Brian Farrell LC.
Papst Franziskus ernannte ihn am 11. Juli 2016 zum Erzbischof von Regina. Die Amtseinführung fand am 14. Oktober desselben Jahres statt.